# ابوالفضل حاذقی
دکتر ابوالفضل حاذقی جهرمی (۱۲۸۹ جهرم - ۱۳۴۸) نویسنده، روزنامه‌نگار، وکیل دادگستری، از کارگزاران فرهنگی و قانونگذاران دوره پهلوی بود. حاذقی از سیاستمداران مذهبی و مدتی امیرالحاج بود. تلاش‌هایی در مبارزه با مصرف مشروبات الکلی و فعالیت‌هایی علیه کمونیسم کرد. او تألیفاتی در زمینه‌های اسلامی داشت و عهده‌دار ریاست شعبه «بنیاد تسلیحات اخلاقى» امریکا در ایران بود و این بنیاد را در داخل و خارج ایران تبلیغ می‌کرد.

## آغاز کار
پدرش میرزا شكرالله طبیب بود. تحصیلاتش را در شیراز آغاز کرد و در دانشكده‏ حقوق دانشگاه تهران به انجام رساند. سپس در جهرم و شیراز به تدریس در دبیرستان‌ها پرداخت. چندی نیز رئیس هنرستان نساجی شاهی بود  تا اینکه در انتخابات دوره‏ چهاردهم مجلس شورای ملی که در خرداد ۱۳۲۳ در جهرم برگزار شد با کسب ۴۲۱۲ رأی از مجموع ۴۴۰۹ رأی    که به صندوق‌ها ریخته شد، به نمایندگی این حوزه انتخابیه به مجلس راه یافت. در دو دوره بعد نیز کرسی خود را حفظ کرد.
حاذقی از نزدیکان سید حسن تقی‌زاده و اسدالله علم بود که به جریان انگلوفیل شهرت داشتند.

## مخالفت با مشروبات الکلی
در ۲۶ فروردین ۱۳۲۷ جمعی از نمایندگان طرحی به مجلس دادند تا معادل برای مشروبات الکلی وارداتی عوارضی معادل دو برابر مشروبات الکلی خارجی وضع و درآمد آن را هزینه بهداشت دهستان‌ها و بخش‌ها کند. ابوالفضل حاذقی به مخالفت برخاست و گفت: 

«ملت ایران رسماً مطابق قانون اساسى همان طور که به دنیا اعلام شده است، مسلمان شناخته شده. ما مسلمانیم و در مجلس شوراى ملى قوانینى که به تصویب می‌رسد به هیچ وجه نبایستى نه تصریحاً و نه تلویحاً یک عملی که صریحاً از طرف شارع مقدس اسلام ممنوع شده، آن را جنبه‌ی قانونى بدهیم و اساساً استعمال مشروبات الکلى طبق نص تصریح قرآن ممنوع است. ملت ایران با کمال شوق و رغبت حاضراست این مبلغ را از هر محل دیگر به عنوان مالیات بدهد که فروش و معامله و استعمال مشروبات الکلى به کلی ممنوع باشد. بنابراین ما نمی‌توانیم رسماً به صورت قانون اینجا تصویب بکنم که از مشروباتى که تهیه می‌شود و وارد می‌شود مالیاتى گرفته شود. اساساً این را لغو کنید که صحت ملت ایران تأمین بشود».

## امیرالحاج
حاذقی در سال ۱۳۲۸ به عنوان معاون امیرالحاج به مکه رفت. پس از دوران نمایندگی‌اش، وابسته فرهنگی ایران در افغانستان و سپس هندوستان شد. سپس به اروپا رفت و از دانشگاه سوربن دکترای حقوق گرفت  و پس از بازگشت به ایران بار دیگر به مجلس شورای ملی، این بار به نماینددگی از لار رفت (دوره بیست و یکم) در دوره بعد نیز بر همین کرسی نشست.

## بنیاد تسلیحات اخلاقی
حاذقی نماینده‏ مجلس مؤسسان سوم هم بود. مدتى روزنامه‏ كوشش و مجله‏ اسلام را سردبیری کرد، كتابى نیز به نام حقوق زن در اسلام نوشت.  او در سال‏های دهه چهل خورشیدی و دوران جنگ ویتنام عضو و مدتی مدیر شعبه «بنیاد تسلیحات اخلاقى» امریکا در ایران بود که به فعالیت‌های ضدکمونیستی می‌پرداخت و مجله‌ای نیز به همین نام منتشر می‌کرد.
حاذقی براى تبلیغ آن به كشورهاى زیادی سفر كرد. او به زبان‏هاى فرانسه و انگلیسى و عربى تسلط داشت و در کنار مشاغل سیاسى و فرهنگى، به وكالت دادگسترى نیز مى‏‌پرداخت. 